# Robert Muldoon
Sir Robert David Muldoon (født 25. september 1921, død 5. august 1992) var New Zealands premierminister fra 1975 til 1984. Han var samtidig leder for New Zealand National Party.